# ألكسيس بيترمان
ألكسيس بيترمان (بالإنجليزية: Alexis Peterman)‏ هي عارضة وممثلة بريطانية، ولدت في القرن العشرين في إنجلترا في المملكة المتحدة.

## وصلات خارجية
- ألكسيس بيترمان على موقع IMDb (الإنجليزية)
- ألكسيس بيترمان على موقع قاعدة بيانات الفيلم (الإنجليزية)